# Municipalité de Nuevo Ideal
Nuevo Ideal est une des 39 municipalités de l'État de Durango, au Mexique. Son chef-lieu se nomme également Nuevo Ideal.
La municipalité se trouve à 130 km au nord-ouest de la capitale de l'état, Durango.
En 2010 sa population est de 26 092 habitants.

## Géographie
Le nord-ouest de la municipalité est plan. Au centre la vallée de Guatimapé est une dépression structurelle complètement entourée par des montagnes avec à l'est la Sierra de Coneto et à l'ouest la Sierra de la Magdalena. Au nord, l'union des deux massifs forme une vallée fermée.

## Histoire
Les habitants de la région étaient les Indiens Tepehuan, qui ont été conquis par les espagnols en 1561 sous le commandement de Francisco de Ibarra.
L'histoire de cette région a été marquée par l'exploitation minière qui a attiré un grand nombre d'immigrants.
À la suite de la division territoriale du Mexique en municipalités par la constitution de 1917, la zone faisait partie de la municipalité de Canatlán. Dans les années 1922 et 1923, les mennonites sont arrivés dans la région, plus précisément depuis les provinces canadiennes du Manitoba et de l'Ontario. Le 25 février 1921, le secrétariat particulaire du président, suivant le général Alvaro Obregon, leur concède l'autorisation d'occuper les terres et leur garantit sa protection. Les mennonites ont participé activement  à l'épanouissement commercial de Nuevo Ideal, ce qui entraîne sa première autonomie envers la municipalité de Canatlán par la nomination de sa première autorité (juge) de l'état civil en 1943. En 1989, la municipalité de Nuevo Ideal est créée en se séparant de Canatlán.

## Flore et faune
La végétation prédominante de la vallée est formée par l'acacia (huizache en nahuatl), saule, pommier, piment rocoto, pêcher, poirier, rosier, eucalyptus, sapin, lila morale, troène, et orme. Dans la zone boisée, au nord-ouest, il y a des pins, de chêne vert et des chênes.
La faune est formée entre autres espèces par le cerf de Virginie, la dinde, le sanglier, le coyote, le lynx roux, les reptiles et les oiseaux de proie. Il y a aussi différentes espèces d'oiseaux migrateurs qui font leur arrivée en octobre et migrent au mois de février. On compte parmi eux des espèces telles que la foulque, le pélican, le grand héron, le héron blanc, la grue et le canard.

## Hydrographie
Le lac Santiaguillo est formé par la confluence de plusieurs cours d'eau qui descendent des deux chaînes de montagnes, comme la rivière Guatimapé qui est un courant constant, et de nombreux cours d'eau intermittents tels que le Tejamen, le Alisos, le Astilleros, le Chinacates, le De la Mula et le Del Gato. Ces mêmes cours d'eau ont apporté les matériaux qui remplissent aujourd'hui la vallée, de sorte que la terres peut être considérée comme alluviale et lacustre.

## Climat
Son climat est tempéré. La température moyenne annuelle dans la vallée est de 15 °C avec une pluviométrie d'environ 400 millimètres. La température maximale est de 41 °C et la minimale est −9 °C. Les gelées surviennent entre les mois d'octobre et avril. Le nombre moyen de jours de gelées est de 60,4.

## Transports
La municipalité est desservie par la route Durango-Guanacevi.
Jusqu'aux années 1970, le chemin de fer desservait également Nuevo Ideal. Aujourd'hui, les rails ont été retirés et il ne reste seulement qu'un monticule de sable et de gravier sur le tracé du chemin de fer.